# Astilleros Españoles
Astilleros Españoles S.A., coneguda per les sigles AESA, fou una empresa drassana espanyola, creada en 1969 per la fusió de les drassanes privades basques, Compañía Euskalduna de Construcción Naval i la Sociedad Española de Construcción Naval (La Naval de Sestao) i la pública Astilleros de Cádiz.
Va ser creada per poder competir amb la construcció de grans vaixells petroliers. Al juliol de l'any 2000, AESA es va fusionar amb les drassanes públiques militars Empresa Nacional Bazán, donant lloc a IZAR.